# إرلينغ بنتزن
إرلينغ بنتزن (8 يناير 1897 - 12 ديسمبر 1962) (بالنرويجية: Erling Bentzen) كان رئيس تحرير صحيفة نرويجية، وهو سياسي في حزب العمال النرويجي والأحزاب الشيوعية.
في عام 1923 انضم إلى الحزب الشيوعي الجديد، وكان مندوبا في الجلسة المكتملة السابعة للجنة التنفيذية للشيوعية الدولية في عام 1926.
وفي الفترة من 1926 إلى 1928 كان عضوا في المكتب السياسي للحزب، ومن 1927 إلى 1928 شغل زعيم الحزب الإقليمي في أوسلو وآكرشوس. وفي الفترة من 1932 إلى 1934 قام بتحرير صحيفته الرئيسية (Arbeideren). في عام 1934 طُرد لعدم اتباعه لتوجيهات الكومنترن، الجهاز الأعلى للحزب الشيوعي النرويجي.